# Nupserha ceylonica
Nupserha ceylonica är en skalbaggsart som beskrevs av Gardner 1936. Nupserha ceylonica ingår i släktet Nupserha och familjen långhorningar.
Artens utbredningsområde är Sri Lanka. Inga underarter finns listade i Catalogue of Life.